# Meta Knight
Meta Knight (メタナイト?, Meta Naito) è un personaggio immaginario della serie di videogiochi, Kirby. Creato nel 1993 da Masahiro Sakurai, quale personaggio secondario della serie sviluppata dalla HAL Laboratory appare in quasi tutti i titoli della serie di Kirby. Meta Knight è un personaggio rilevante nella serie televisiva, Kirby. È inoltre apparso nella serie di videogiochi, Super Smash Bros.
Meta Knight è una creatura quasi sferica residente a Dream Land (プププランド?, Pupupu Land) nel pianeta Pop Star. Oltre a correre e saltare, è in grado di trasformare il suo mantello in due grandi ali da pipistrello (potere che nella serie animata non verrà mai mostrato), usare la sua sfavillante spada e creare potenti raggi laser. A partire da Kirby's Adventure esplicita, sia la sua natura di cavaliere che la sua lealtà, offrendo a Kirby una spada prima del loro duello, elemento che viene richiamato pure nella serie animata di Kirby nel 3º episodio. I suoi principali avversari non sono chiari: Meta Knight è un personaggio misteriosissimo, ma si intuisce nei videogiochi esso è stato posto come un rivale di Kirby, essendo entrambi grandi guerrieri. Tuttavia, nella serie animata, questa rivalità verrà quasi completamente cancellata, salvo che nella terza puntata, in cui Meta Knight affronterà Kirby in un duello per ordine di King Dedede, e la rimpiazzerà con un rapporto tra i due paragonabile a quello che ha un maestro con il suo allievo. I suoi nemici, sono: King Dedede, tutti i mostri, e, nella serie animata, ma non solo, anche il creatore di Tali e di Kirby. Addirittura in Kirby Super Star Ultra, capitolo: Meta Knight Revenge, a bordo della Halberd, la sua nave bellica volante, tenta di distruggere la pacifica Dreamland perché ritiene i suoi residenti troppo pigri, cosa che sarà impedita da Kirby, che si infiltrerà a bordo distruggendola e sconfiggendo Meta Knight.

## Origine
Non è chiaro quale origine abbia, ma dovrebbe appartenere alla stessa specie di Kirby; sotto la maschera metallica, infatti, il corpo è tondo e blu, con due splendenti occhi gialli. Nella serie animata di Kirby, Meta Knight racconta sia la sua storia che quella dello stesso Kirby. Stando alla serie animata, un cattivo di nome Enemy creò numerose e immense Legioni di Mostri per conquistare l'universo. A difesa giunse un esercito di combattenti, chiamati Guerrieri Stellari, che cercarono di respingerli. Dopo anni di guerra i Mostri trionfarono, mentre quasi tutti i Guerrieri Stellari morirono, tranne due: il sergente Cosmos, che compare nella serie animata nel 22º episodio, e Meta Knight. In seguito, Meta Knight, Sharp Knight ed Edge Knight si recarono al castello di King Dedede per tenere d'occhio i mostri, quando venne a sapere di un incidente successo alla Nightmare Enterprises, sede della società di Enemy: un mostro che lui aveva creato, il più potente che sia mai riuscito a creare e talmente potente che, al pieno dei suoi poteri, era in grado di distruggere Enemy. Il Mostro non rispondeva ai comandi ed era scappato dalla Nightmare Enterprises diventando un Guerriero Stellare destinato a vagare nello spazio per duecento anni, tempo in cui sarebbe cresciuto, essendo al momento un "neonato" e consapevole che avrebbe saputo ottenere il massimo dai suoi poteri. Fatto sta che la sua astronave era precipitata ai piedi del castello di King Dedede, il quale ha iniziato a comprare mostri da Enemy per distruggere il piccolo Guerriero Stellare di nome Kirby.   
Nei videogiochi, invece, non si hanno informazioni circa la sua origine, e il suo unico scopo è diventare sempre più forte nel combattimento. Il suo carattere, rispetto alla serie animata, cambia molto: non si sa se Kirby sia suo nemico, alleato o semplicemente rivale: in alcune occasioni lo aiuta, in altre lo ostacola, e in altre ancora tenta addirittura di conquistare Dreamland.

### Voce
Meta Knight non parla quasi mai nei videogiochi, a meno che non si tratti di scritte senza audio o di brevi frasi nella serie Super Smash Bros. Nella serie animata, in qualsiasi lingua, la sua voce è cupa e misteriosa, a sottolineare la sua personalità. Inoltre, parla solo quando sa perfettamente cosa dire e, spesso, le sue frasi sono filosofiche e oscure a tal punto da essere capite a stento.

## Caratteristiche
Meta Knight è famoso per la sua maschera color acciaio e il suo intrigante mantello viola in grado di tramutare in ali da pipistrello del medesimo colore e in diversi videogiochi. Non è molto alto ed è di colore blu, indossa guanti bianchi, una grande testa che occupa quasi tutto il corpo, delle scarpe viola e due spalliere nere con una "M" disegnata in viola chiaro sopra quella sinistra, mentre ai tempi in cui era un Guerriero Stellare vi era una stella d'oro. Inoltre, senza la sua maschera, è identico a Kirby, ma di colore blu. La sua spada, chiamata Galaxia, è la più potente spada dell'universo ed è dotata di enormi poteri, tra i quali quella di parlare e di poter essere impugnata solo da Guerrieri Stellari di nobile animo. Galaxia è stata rubata da un mostro e nascosta in una caverna. Meta Knight e Garlude volevano sottrargliela, ma il mostro li ha attaccati e Garlude è caduta in battaglia, mentre Meta Knight è fuggito con la spada.

### Personalità
Meta Knight ha un comportamento nobile con gli avversari, con lo scopo di diventare in futuro il più grande paladino della giustizia e guerriero dell'universo, anche se è a conoscenza che quello è il destino del suo amico/rivale Kirby; ciò nonostante riesce a diventare il secondo più potente guerriero dell'universo: in Kirby Super Star Ultra, Meta Knight esprime il desiderio di combattere con il Guerriero Più Forte dell'Universo, Galacta Knight, e, grazie alla sua abilità riesce a batterlo.

### Abilità
Meta Knight in Kirby Super Star Ultra diventa il Più Forte Guerriero della Galassia. In Super Star Ultra utilizza il Mach Tornado, una sua tecnica particolare, con la quale lui inizia a roteare su se stesso trasformandosi in un tornado, e il Meta Scatto, grazie al quale diventa più veloce, e può curarsi da solo. Un'altra è il Raggio Spada, un potente fendente laser che riesce a produrre dalla spada.

## Altre apparizioni
Meta Knight è presente come personaggio utilizzabile nel gioco per Nintendo Wii Super Smash Bros. Brawl, in Kirby's Adventure Wii, in Super Smash Bros. per Nintendo 3DS e Wii U e in Super Smash Bros. Ultimate. Compare anche nella serie animata Kirby, trasmessa in Italia da Italia 1. Si rese anche possibile scaricare da Wii Shop della console Wii un canale dove la serie animata era rimasta visibile fino a dicembre 2011. Venne aggiunta una puntata ogni lunedì e giovedì con il nome Canale TV Kirby. In Italia sono stati trasmessi solo 51 episodi, nonostante la serie ne abbia cento, ma dal 2014 su K2 la serie è andata avanti a partire dall'episodio 52.

## Accoglienza
IGN ha descritto Meta Knight come "uno dei personaggi più enigmatici" della serie,,  indicandolo tra i dieci spadaccini preferiti della storia dei videogiochi. Ha inoltre affermato che, sebbene una volta fosse "un semplice cattivo" nella serie, "il suo aspetto diabolicamente freddo lo distingueva dagli altri". GamesRadar ha classificato Meta Knight al dodicesimo posto nella lista dei "Cattivi dei videogiochi più incompresi", e nella lista "I 7 personaggi più tosti dei giochi", dicendo: "Grazie al suo atteggiamento serio e minaccioso e al suo gusto sontuoso per i mantelli imponenti, Meta Knight ha creato una bellissima illusione di qualcosa di incredibilmente minaccioso".
GameDaily ha classificato Meta Knight sia come il diciottesimo miglior personaggio Nintendo di tutti i tempi, sia come terzo nella lista dei personaggi Nintendo che meriterebbero un gioco dedicato. Complex ha classificato Meta Knight ottavo nella lista dei "25 personaggi dei videogiochi che meritano uno spinoff", citando come si è trasformato da "un cattivo senza nome" in Kirby's Adventure nel "rivale di Kirby". Ha inoltre affermato che la sua popolarità aveva superato quella di King Dedede.